# Municipio de Wabash (condado de Jay)
El municipio de Wabash (en inglés: Wabash Township) es un municipio ubicado en el condado de Jay en el estado estadounidense de Indiana. En el año 2010 tenía una población de 578 habitantes y una densidad poblacional de 9,5 personas por km².

## Geografía
Según la Oficina del Censo de los Estados Unidos, tiene una superficie total de 60.84 km², de la cual 60,77 km² corresponden a tierra firme y (0,12 %) 0,08 km² es agua.

## Demografía
Según el censo de 2010, había 578 personas residiendo. La densidad de población era de 9,5 hab./km². De los 578 habitantes, estaba compuesto por el 98,79 % blancos, el 0,17 % eran afroamericanos, el 1,04 % eran de otras razas. Del total de la población el 1,9 % eran hispanos o latinos de cualquier raza.